# Aphanogryllacris fluxistyla
Aphanogryllacris fluxistyla är en insektsart som beskrevs av Andrej Vasiljevitj Gorochov 2007. Aphanogryllacris fluxistyla ingår i släktet Aphanogryllacris och familjen Gryllacrididae. Inga underarter finns listade i Catalogue of Life.